# العلاقات التشيلية اللبنانية
العلاقات التشيلية اللبنانية هي العلاقات الثنائية التي تجمع بين تشيلي ولبنان.

## مقارنة بين البلدين
هذه مقارنة عامة ومرجعية للدولتين:
| وجه المقارنة                                              | تشيلي                         | لبنان                                                                |
| --------------------------------------------------------- | ----------------------------- | -------------------------------------------------------------------- |
| المساحة (كم2)                                             | 756.10 ألف                    | 10.45 ألف                                                            |
| عدد السكان (نسمة)                                         | 17.37 مليون                   | 6.10 مليون                                                           |
| الكثافة السكانية (ن./كم²)                                 | 22.97                         | 583.73                                                               |
| العاصمة                                                   | سانتياغو                      | بيروت                                                                |
| اللغة الرسمية                                             | اللغة الإسبانية               | اللغة العربية، لغة فرنسية                                            |
| العملة                                                    | بيزو تشيلي، وحدة حساب تشيلية ‏ | ليرة لبنانية                                                         |
| الناتج المحلي الإجمالي (بليون دولار)                      | 277.08 مليار                  | 51.84 مليار                                                          |
| الناتج المحلي الإجمالي (تعادل القوة الشرائية) بليون دولار | 419.39 مليار                  | 81.54 مليار                                                          |
| الناتج المحلي الإجمالي الاسمي للفرد دولار أمريكي          | 13.42 ألف                     | 8.05 ألف                                                             |
| الناتج المحلي الإجمالي للفرد دولار أمريكي                 | 22.07 ألف                     | 17.46 ألف                                                            |
| مؤشر التنمية البشرية                                      | 0.832                         | 0.769                                                                |
| رمز المكالمات الدولي                                      | +56                           | +961                                                                 |
| رمز الإنترنت                                              | .cl                           | .lb                                                                  |
| المنطقة الزمنية                                           | 00، 00، 00، 00                | ت ع م+02:00، ت ع م+03:00، توقيت شرق أوروبا، توقيت شرق أوروبا الصيفي ‏ |

## منظمات دولية مشتركة
يشترك البلدان في عضوية مجموعة من المنظمات الدولية، منها:
| علم المنظمة | اسم المنظمة                               | تاريخ انضمام تشيلي | تاريخ انضمام لبنان |
| ----------- | ----------------------------------------- | ------------------ | ------------------ |
|             | مؤسسة التنمية الدولية                     | 30 ديسمبر 1960     | 10 أبريل 1962      |
|             | يونسكو                                    | 7 يوليو 1953       | 4 نوفمبر 1946      |
|             | وكالة ضمان الاستثمار متعدد الأطراف        | 12 أبريل 1988      | 19 أكتوبر 1994     |
|             | الأمم المتحدة                             | 24 أكتوبر 1945     | 24 أكتوبر 1945     |
|             | الاتحاد البريدي العالمي                   | ?                  | ?                  |
|             | البنك الدولي للإنشاء والتعمير             | 31 ديسمبر 1945     | 14 أبريل 1947      |
|             | الاتحاد الدولي للاتصالات                  | 1908               | 12 يناير 1924      |
|             | منظمة حظر الأسلحة الكيميائية              | ?                  | ?                  |
|             | مؤسسة التمويل الدولية                     | 15 أبريل 1957      | 28 ديسمبر 1956     |
|             | المركز الدولي لتسوية المنازعات الاستشارية | 24 أكتوبر 1991     | 25 أبريل 2003      |
|             | منظمة الشرطة الجنائية الدولية             | ?                  | ?                  |

## أعلام
هذه قائمة لبعض الشخصيات التي تربطها علاقات بالبلدين:
- ألفارو صايغ (14 سبتمبر 1949 – )
- ألفريدو صفير (26 سبتمبر 1947 – )
- تشيلي لبناني
- قائمة أعلام اللبنانيين في الشيلي (قائمة ويكيميديا)
- نيكولاس ماسو (لاعب كرة مضرب تشيلي، 10 أكتوبر 1979 – )

## وصلات خارجية
- موقع وزارة الخارجية التشيلية